# Orhems gård

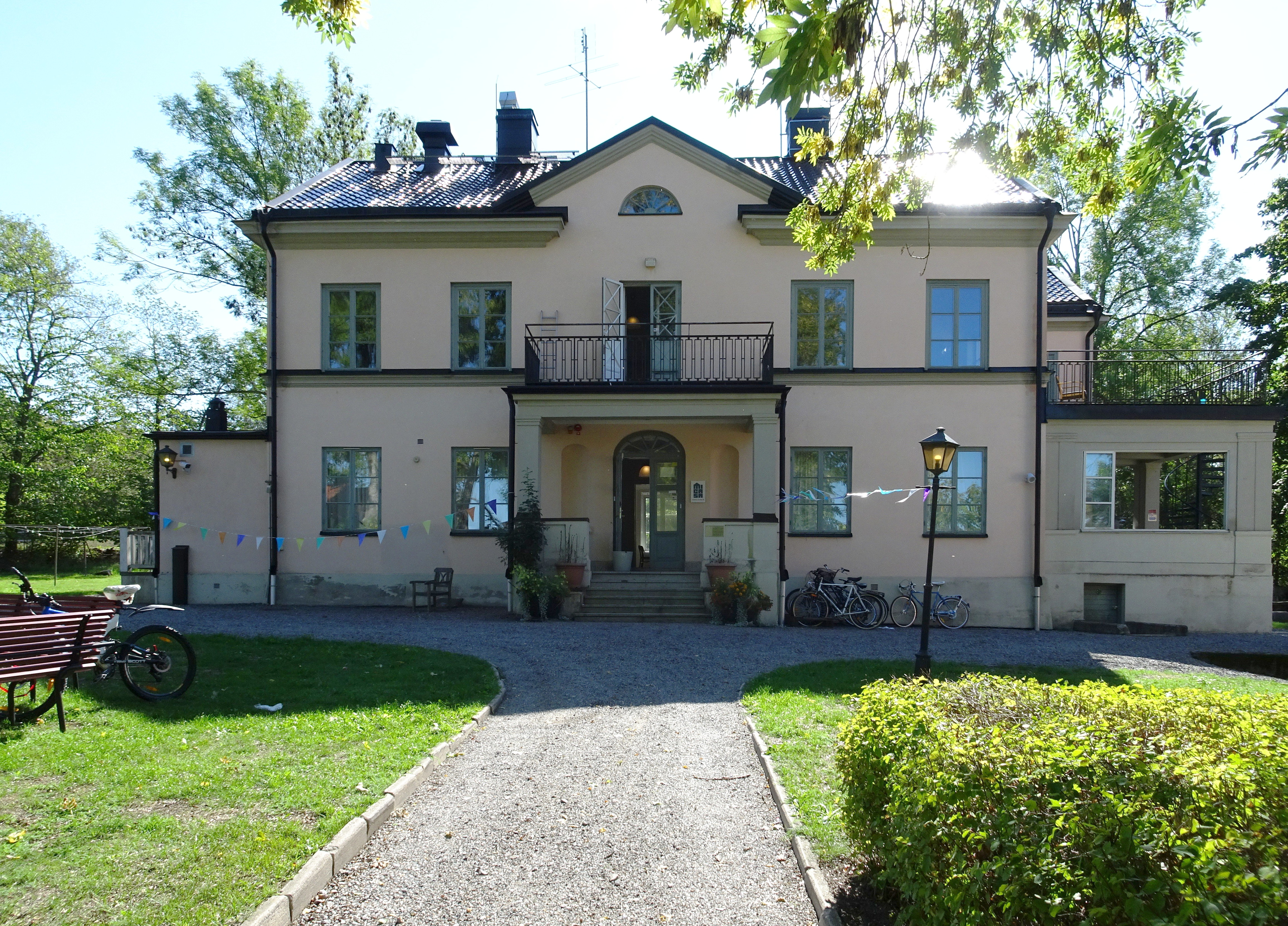
Orhems gård, huvudbyggnaden mot norr i september 2018.

Orhems gård (äldre stavning Orem) är ett tidigare säteri vid Orhemsvägen 112−114. Gårdens huvudbebyggelse ligger intill Drevviken i stadsdelen Orhem i Söderort i Brännkyrka socken, Stockholms kommun. Gården har sina anor i 1400-talet och köptes 1913 av Stockholms stad. Orhems gårds nuvarande huvudbyggnad härrör från 1860-talet och ägs idag av Bolite Bostäder.

## Historia

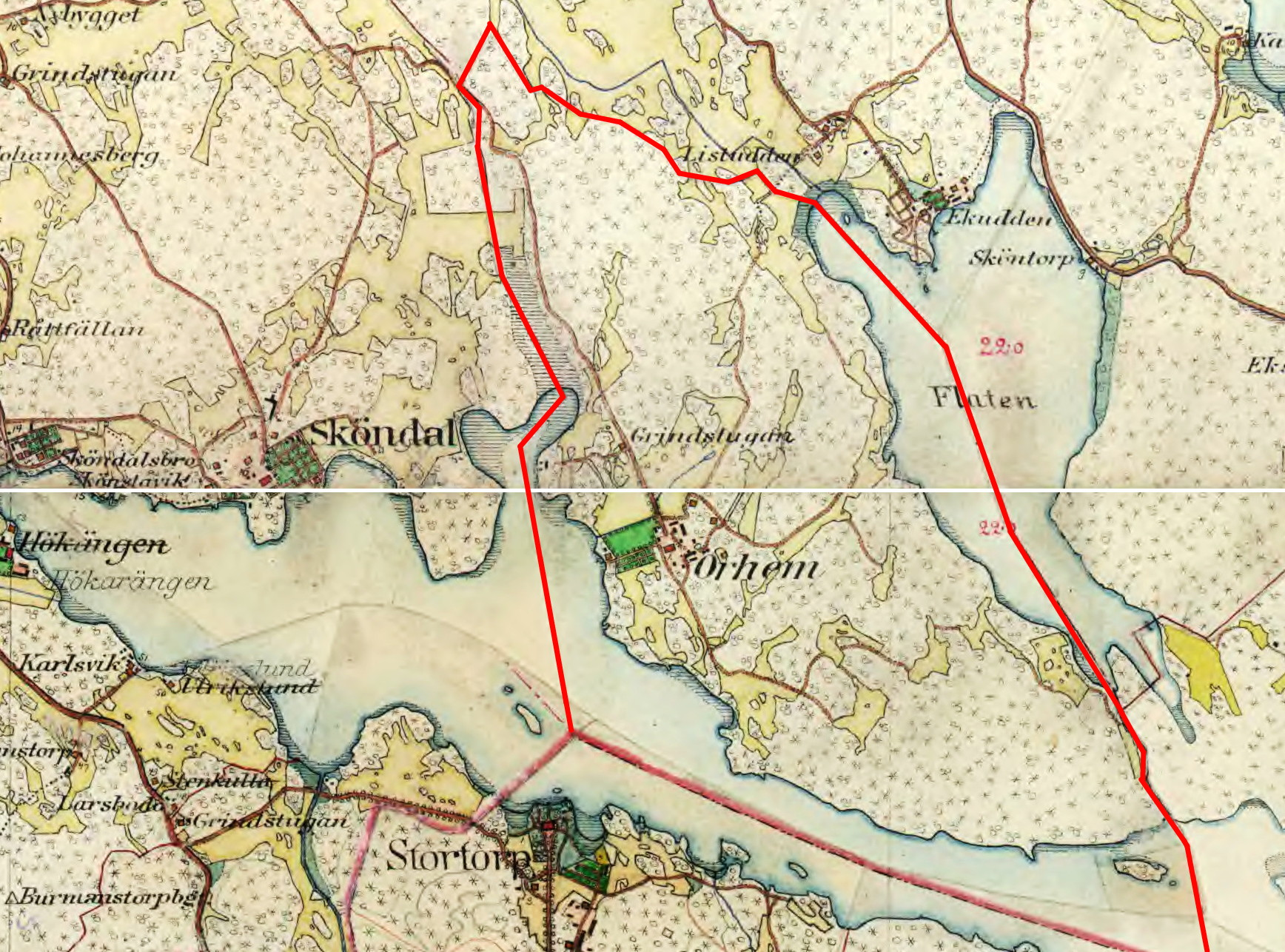
Orhems ägor kring sekelskiftet 1900.

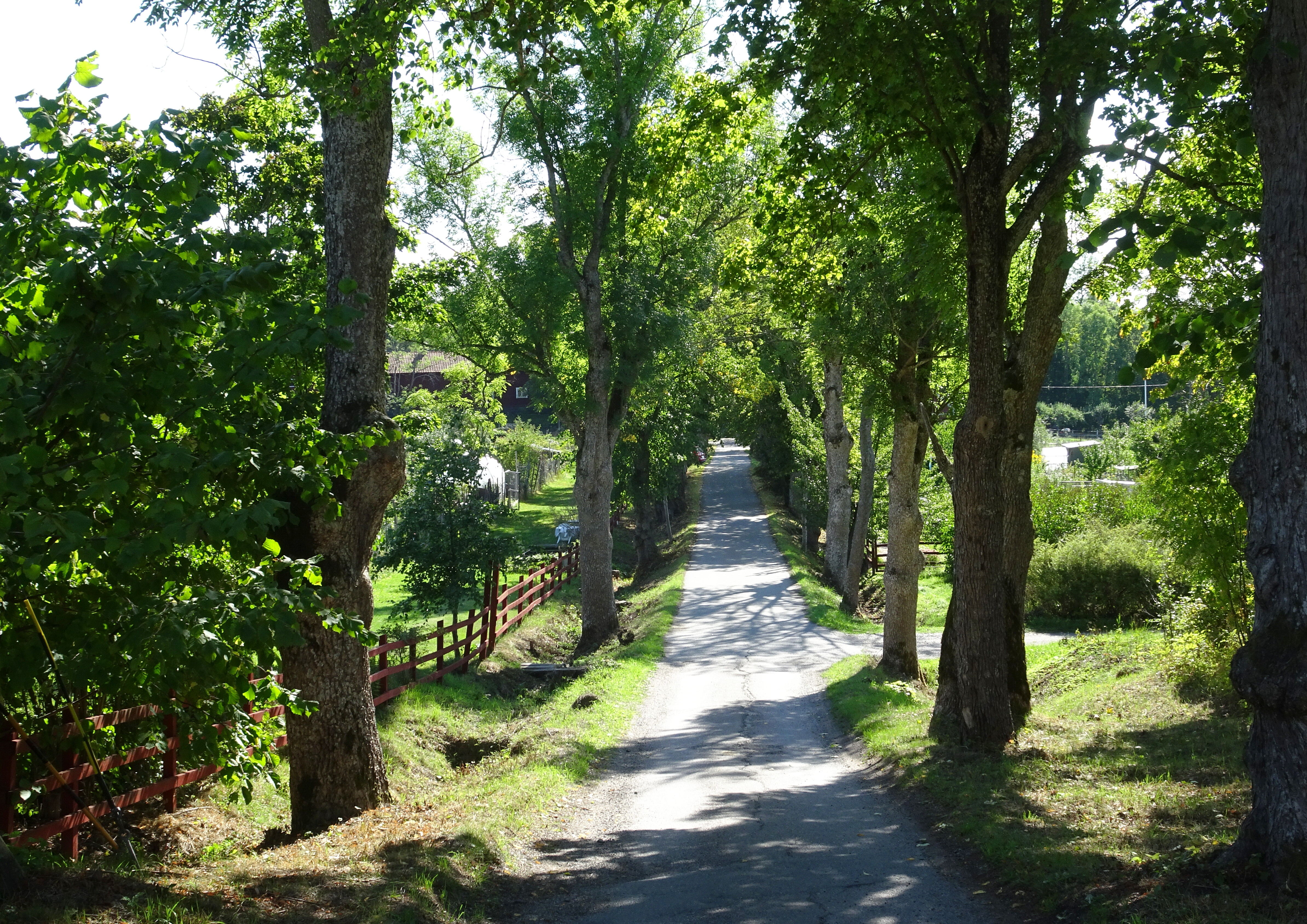
Gårdens lindallé, vy mot söder.

I ett brev från 1409, rörande en tvist mellan fogden i Stockholm, Andris Ingwarsson och ägaren till Valla, riddaren Göthstaff Leksson (död 1411) nämns et thorpp som heter Orem i Vantör. Fram till 1656 klassas Orhem som torp. Under 1600- och 1700-talen innhades gården av olika adelsätter, bland dem Bielke och Oxenstierna. Grevinnan Maria Sofia Oxenstierna på Tyresö slott överlät Orhem på Karin Oxenstierna som aldrig bosatte sig där. 
Karin Oxenstierna sålde Orhem till postmästaren Johan von Beijer år 1662 under vars tid egendomen fick säterirättigheter, alltså skattebefrielse. Han avled 1669 varefter ett stort antal ägare passerade. Bland dessa bör nämnas fru Ebba Gustava af Wirsén, som var gift med tonsättaren Hildebrand Hildebrandsson och köpte Orhem 1838. Då maken var militär och diplomat vistades han tidvis borta varvid hustrun var lämnad ensam på den avsides belägna gården. Hon ägnade då tiden åt att skriva brev till olika vänner under signaturen "Frun i skogen". Dessa publicerades senare i flera böcker. 
Dagens huvudbyggnad dateras till 1860-talet då den ersatte ett 1700-talshus som brann och som byggdes om vid flera tillfällen. Huset är putsat och har en stor entréveranda med altan samt en tydlig våningsskiljande list och frontespis med lunettfönster mot entrésidan. 
På 1880-talet utgjorde egendomen ¹/₄ mantal och Orhems marker sträckte sig i väster fram till Stora Sköndal, i norr och öster till Skarpnäcks gård med gränsen mitt i sjön Flaten och i söder till Stortorps egendom med gränsen mitt i Drevviken. Efter ytterligare ägarskiften övertogs egendomen 1913 av Stockholms stad. Under lång tid fanns här ett koloni för friska barn som skickades hit från tuberkulösa familjer.
År 1936 anlades Gebers konvalescenthem på Orhems ägor, söder om huvudbyggnaden. I början av 1950-talet avsattes ett stort markområde norr om gården som koloniområde (se Orhems koloniträdgårdsförening). År 2003 genomfördes en större renovering av byggnaden och året därpå övertogs huset av Micasa Fastigheter, som äger Stockholms stads omsorgsfastigheter. År 2020 förvärvades Orhems Gård av Bolite Bostäder.

## Gårdar och lägenheter
Huvudbyggnaden flankeras av en panelad flygelbyggnad. Norr om mangården ligger de fortfarande bevarade ekonomibyggnaderna och ännu längre norrut, i början av gårdens ståtliga lindallé återfinns grindstugan vid Orhemsvägen 100. Under den tid då Orhem var en del av godset Skarpnäck hörde även Listudden vid Flaten till säteriet liksom intilliggande Ekudden. Listudden finns kvar dock inte Ekudden. Bland Orhems torp fanns Flaten omnämnt redan 1653 och övergivet 1862. Flaten låg i en vik strax väster om Listudden. Gårdens kvarvarande byggnader har blivit grönmärkta av Stadsmuseet i Stockholm, vilket innebär "att bebyggelsen bedöms vara särskilt värdefull från historisk, kulturhistorisk, miljömässig eller konstnärlig synpunkt".

## Byggnader och omgivning

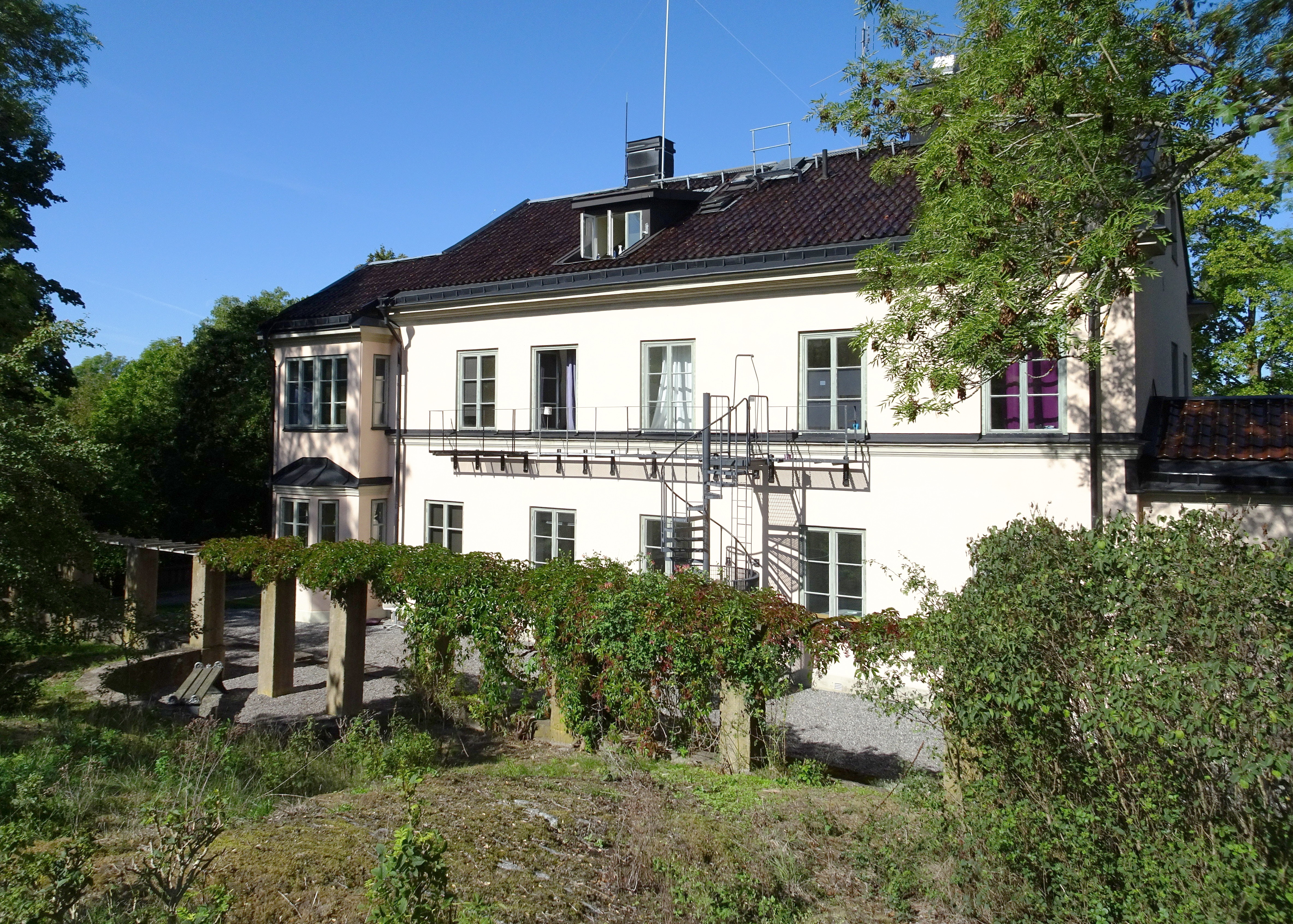
Huvudbyggnaden, fasad mot söder.
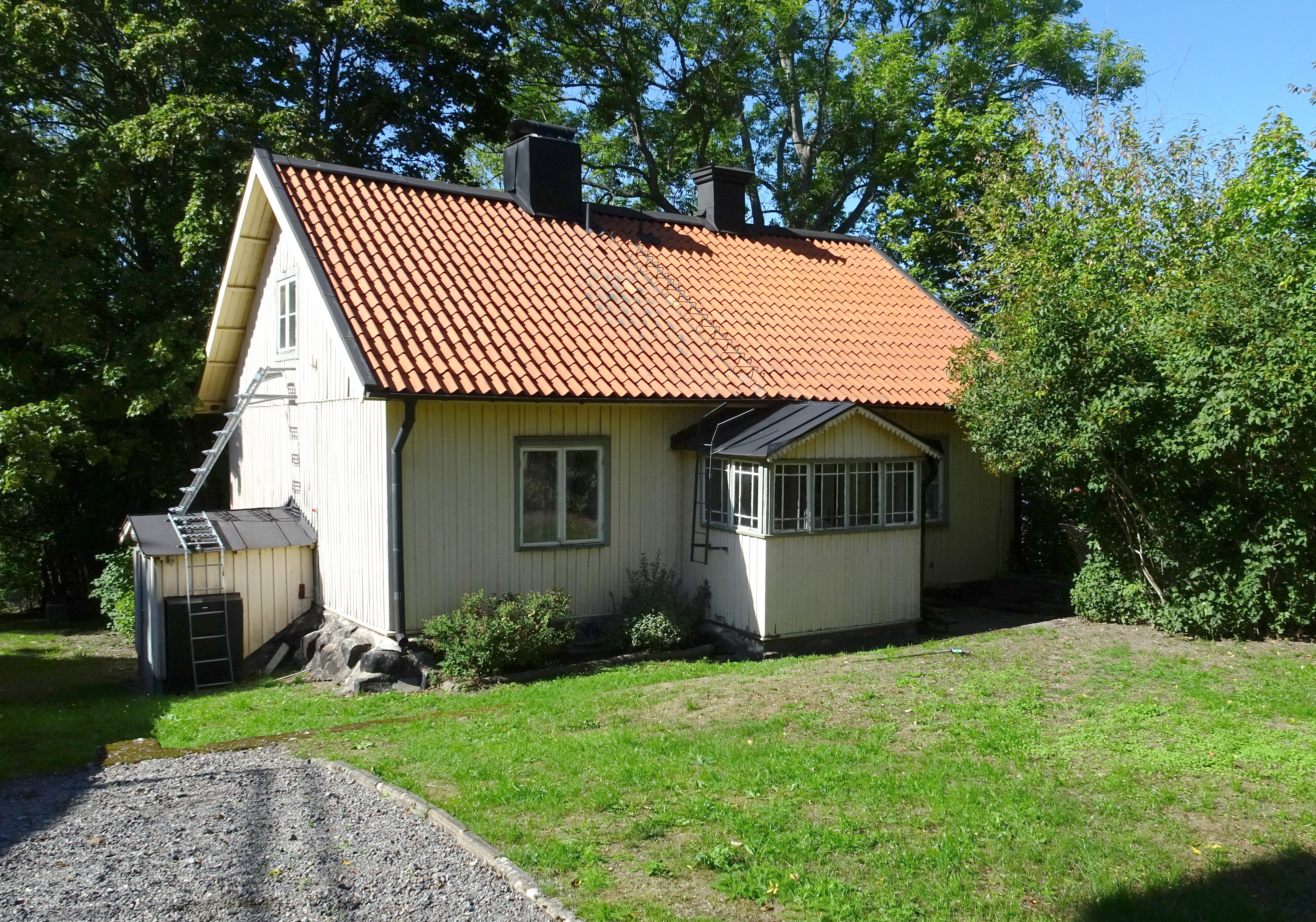
Flygelbyggnad.
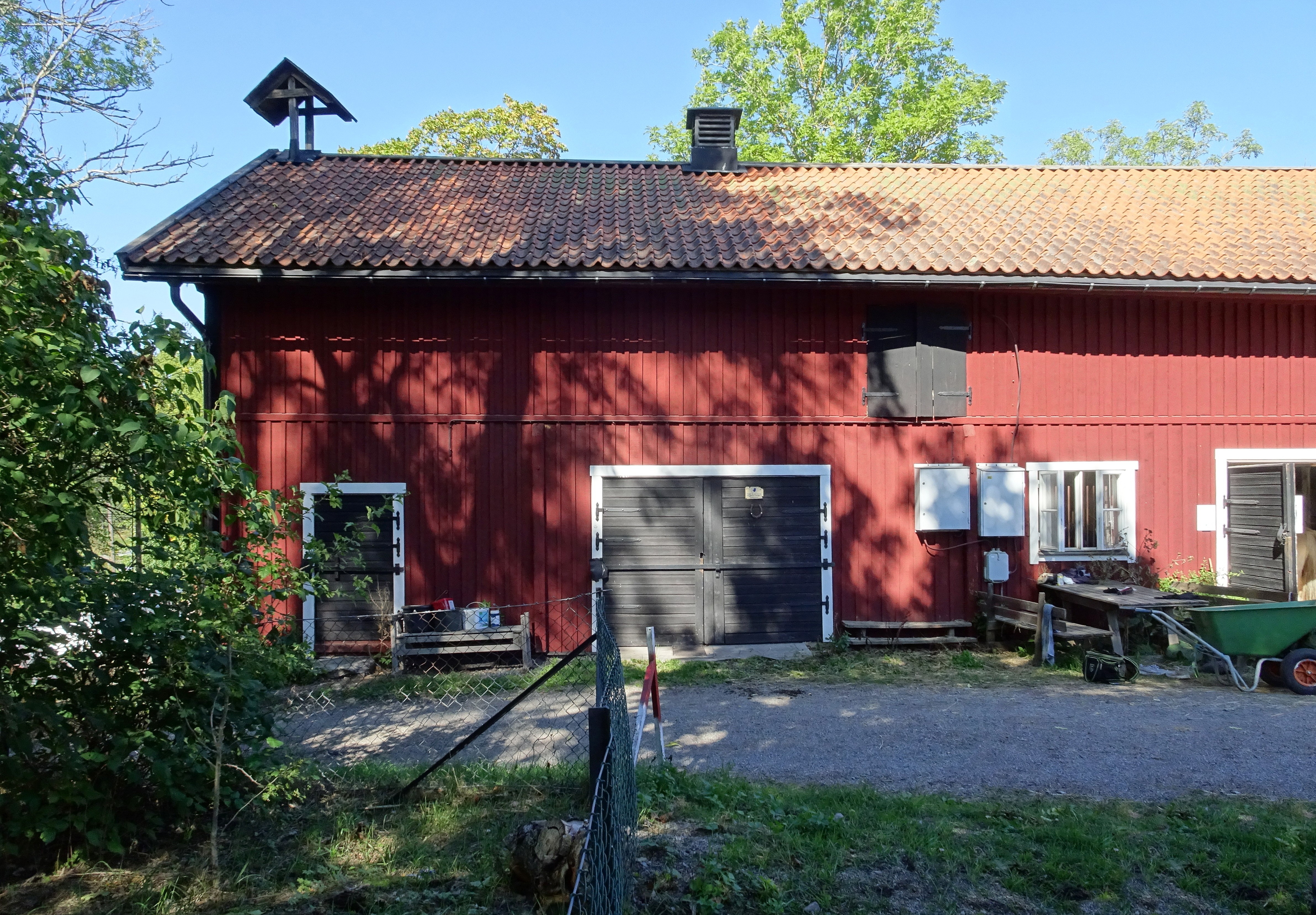
Stallbyggnad.
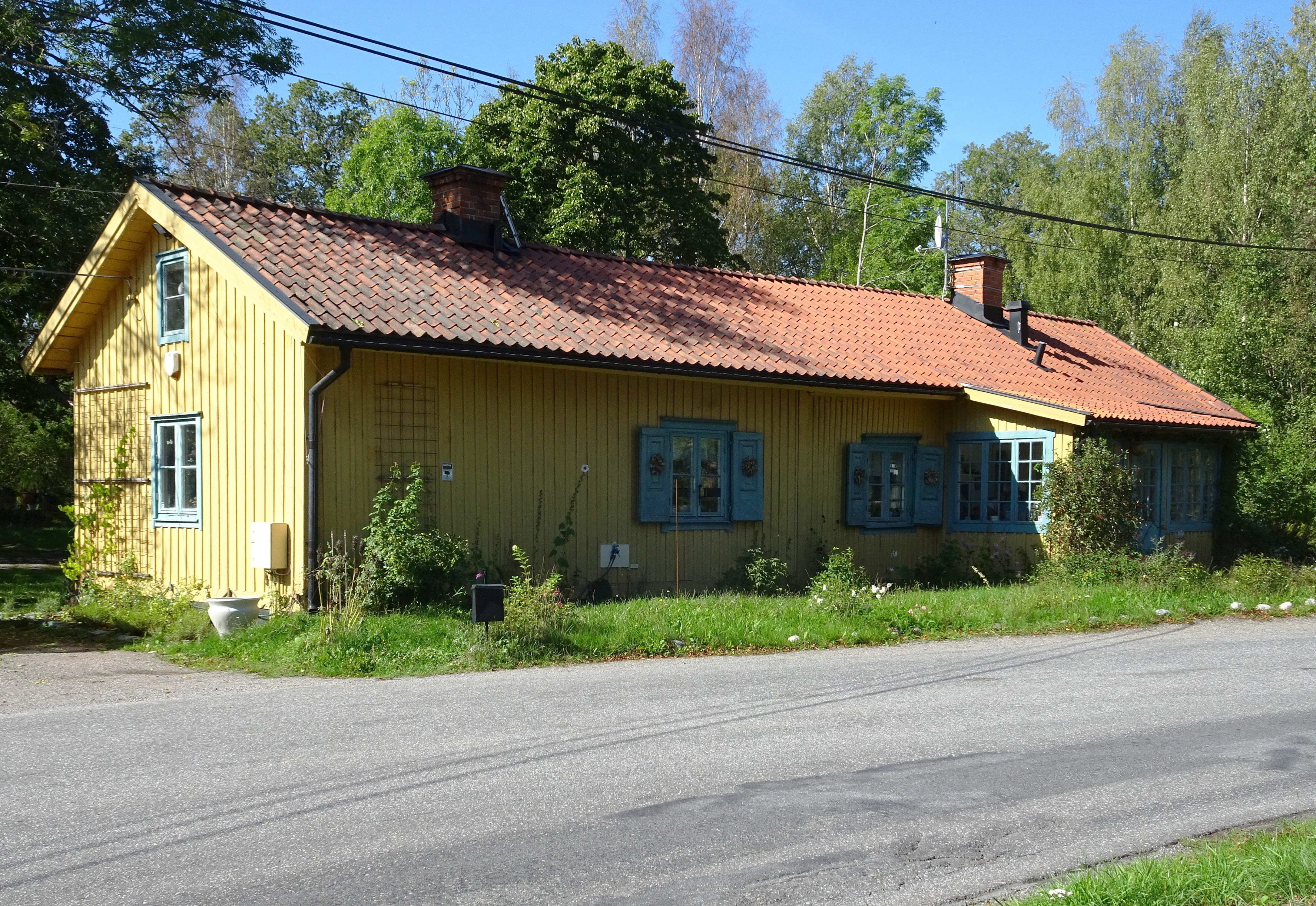
Orhems grindstuga.